# Paul Berg (snowboarder)
Paul Berg (Bergisch Gladbach, 26 settembre 1991) è uno snowboarder tedesco.

## Biografia
In Coppa del Mondo ha esordito il 22 gennaio 2012 a Veysonnaz (29ª).
Nel 2014 debutta alle Olimpiadi di Sochi terminando diciannovesimo.
Nel 2018 ha preso parte ai XXIII Giochi olimpici invernali a Pyeongchang venendo eliminato ai quarti e concludendo in trentatreesima posizione nella gara di snowboard cross.
Ha vinto la medaglia di bronzo nello snowboard cross a squadre ai campionati mondiali di Park City 2019 insieme ad Hanna Ihedioha.

## Palmarès

### Mondiali
- 1 medaglia:
  - 1 bronzo (snowboard cross a squadre a Park City 2019)

### Coppa del Mondo
- Miglior piazzamento nella Coppa del Mondo di snowboard cross: 2º nel 2014
- 5 podi:
  - 2 vittorie
  - 1 secondo posto
  - 2 terzi posti

#### Coppa del Mondo - vittorie
| Data             | Luogo       | Paese   | Disciplina |
| ---------------- | ----------- | ------- | ---------- |
| 15 marzo 2014    | La Molina   | Spagna  | SBX        |
| 13 dicembre 2017 | Val Thorens | Francia | SBX        |

Legenda:

SBX = Snowboard cross